# GS Caltex Seoul KIXX Volleyball Club 2015-2016
Questa voce raccoglie le informazioni riguardanti il GS Caltex Seoul KIXX Volleyball Club nella stagione 2015-2016.

## Organigramma societario
Area direttiva
- Presidente: Heo Jin-su
- Direttore: Gang Myeong-won

Area organizzativa
- Interprete: Choe Ji-eun
- Responsabile: Lee Gyeong-ha

Area tecnica
- Primo allenatore: Lee Sun-goo
- Secondo allenatore: Cha Hae-won
- Allenatore: Shin Bo-sik, Kim Hyo-seoung, Lee Seong-jun
- Statistico: Choi Hyung-jin

## Rosa
| N° | Nome           | Ruolo | Data di nascita   | Nazionalità sportiva |
| -- | -------------- | ----- | ----------------- | -------------------- |
| 1  | Lee So-young   | S     | 17 ottobre 1994   | Corea del Sud        |
| 2  | Kim Hyun-ji    | C     | 28 giugno 1997    | Corea del Sud        |
| 3  | Kim Chae-won   | L     | 15 agosto 1997    | Corea del Sud        |
| 4  | Si Eun-mi      | P     | 3 luglio 1990     | Corea del Sud        |
| 5  | Na Hyeon-jung  | L     | 10 marzo 1990     | Corea del Sud        |
| 6  | Lee Na-yean    | P     | 25 marzo 1992     | Corea del Sud        |
| 7  | Kim Ji-soo     | S     | 27 ottobre 1992   | Corea del Sud        |
| 9  | Pyo Seung-ju   | S     | 7 agosto 1992     | Corea del Sud        |
| 10 | Bae Yu-na      | C     | 30 novembre 1989  | Corea del Sud        |
| 11 | Choi Yu-jeong  | C     | 17 ottobre 1992   | Corea del Sud        |
| 12 | Han Song-yi    | S     | 5 settembre 1984  | Corea del Sud        |
| 13 | Lee Young      | S/O   | 12 settembre 1996 | Corea del Sud        |
| 14 | An Hye-ri      | S/O   | 20 maggio 1994    | Corea del Sud        |
| 15 | Kang So-hwi    | S     | 18 luglio 1997    | Corea del Sud        |
| 16 | Han Da-hye     | L     | 28 febbraio 1995  | Corea del Sud        |
| 17 | Choi So-yeon   | S/O   | 5 luglio 1997     | Corea del Sud        |
| 18 | Katherine Bell | C/O   | 5 marzo 1993      | Stati Uniti          |
| 19 | Jeong Da-woun  | C     | 18 marzo 1995     | Corea del Sud        |
| 20 | Jung Ji-yoon   | P     | 28 giugno 1980    | Corea del Sud        |

## Mercato
| Acquisti | Acquisti       | Acquisti            | Acquisti   |
| R.       | Nome           | da                  | Modalità   |
| -------- | -------------- | ------------------- | ---------- |
| S        | Kang So-hwi    | Wongok HS           | definitivo |
| S/O      | Choi So-yeon   | Sunmyung Girls' HS  | definitivo |
| C        | Kim Hyun-ji    | Gangneung Girls' HS | definitivo |
| C/O      | Katherine Bell | Texas               | definitivo |
| L        | Kim Chae-won   | Mokpo Girls' CHS    | definitivo |

| Cessioni | Cessioni       | Cessioni        | Cessioni   |
| R.       | Nome           | a               | Modalità   |
| -------- | -------------- | --------------- | ---------- |
| S/O      | Haley Eckerman | Leonas de Ponce | definitivo |
| L        | Geom Hae-in    | -               | ritirata   |
| C        | Jang Bo-ra     | -               | ritirata   |
| S        | Jeong Seo-yeon | -               | ritirata   |

## Risultati

### V-League

#### Regular season

##### Primo round
| 12 ottobre 2015 Chonghap Silnae Cheyukgwan, Hwaseong | IBK Altos       | 0 - 3 | GS Caltex Seoul   | 20-25, 15-25, 25-27               |
| 15 ottobre 2015 Jangchung Cheyukgwan, Seul           | GS Caltex Seoul | 2 - 3 | Hyundai Hillstate | 25-16, 25-17, 23-25, 22-25, 10-15 |
| 21 ottobre 2015 Gyeyang Cheyukgwan, Incheon          | Pink Spiders    | 3 - 0 | GS Caltex Seoul   | 25-20, 25-23, 25-21               |
| 24 ottobre 2015 Jangchung Cheyukgwan, Seul           | GS Caltex Seoul | 3 - 1 | Gyeongbuk Hi-Pass | 21-25, 25-13, 25-15, 25-19        |
| 27 ottobre 2015 Jangchung Cheyukgwan, Seul           | GS Caltex Seoul | 2 - 3 | KGC Ginseng       | 20-25, 16-25, 25-20, 25-13, 13-15 |

##### Secondo round
| 3 novembre 2015 Gimcheon Silnae Cheyukgwan, Gimcheon | Gyeongbuk Hi-Pass | 3 - 1 | GS Caltex Seoul | 26-24, 22-25, 25-23, 25-18        |
| 7 novembre 2015 Chungmu Cheyukgwan, Daejeon          | KGC Ginseng       | 2 - 3 | GS Caltex Seoul | 23-25, 31-29, 25-20, 18-25, 7-15  |
| 10 novembre 2015 Jangchung Cheyukgwan, Seul          | GS Caltex Seoul   | 0 - 3 | IBK Altos       | 23-25, 19-25, 23-25               |
| 16 novembre 2015 Suwon Cheyukgwan, Suwon             | Hyundai Hillstate | 3 - 2 | GS Caltex Seoul | 25-19, 22-25, 22-25, 25-22, 15-9  |
| 19 novembre 2015 Jangchung Cheyukgwan, Seul          | GS Caltex Seoul   | 3 - 2 | Pink Spiders    | 18-25, 21-25, 25-22, 25-15, 17-15 |

##### Terzo round
| 30 novembre 2015 Chonghap Silnae Cheyukgwan, Hwaseong | IBK Altos         | 3 - 0 | GS Caltex Seoul | 25-15, 26-24, 25-9                |
| 3 dicembre 2015 Jangchung Cheyukgwan, Seul            | GS Caltex Seoul   | 3 - 1 | KGC Ginseng     | 24-26, 25-23, 25-16, 25-22        |
| 6 dicembre 2015 Gimcheon Silnae Cheyukgwan, Gimcheon  | Gyeongbuk Hi-Pass | 3 - 2 | GS Caltex Seoul | 27-29, 25-18, 22-25, 25-19, 15-11 |
| 14 dicembre 2015 Suwon Cheyukgwan, Suwon              | Hyundai Hillstate | 3 - 1 | GS Caltex Seoul | 25-19, 12-25, 25-19, 25-22        |
| 21 dicembre 2015 Gyeyang Cheyukgwan, Incheon          | Pink Spiders      | 2 - 3 | GS Caltex Seoul | 25-19, 16-25, 23-25, 25-17, 7-15  |

##### Quarto round
| 28 dicembre 2015 Jangchung Cheyukgwan, Seul | GS Caltex Seoul | 2 - 3 | Pink Spiders      | 28-30, 25-20, 15-25, 25-22, 13-15 |
| 30 dicembre 2015 Jangchung Cheyukgwan, Seul | GS Caltex Seoul | 3 - 1 | Gyeongbuk Hi-Pass | 25-20, 22-25, 25-18, 25-23        |
| 2 gennaio 2016 Jangchung Cheyukgwan, Seul   | GS Caltex Seoul | 0 - 3 | IBK Altos         | 20-25, 22-25, 13-25               |
| 7 gennaio 2016 Jangchung Cheyukgwan, Seul   | GS Caltex Seoul | 1 - 3 | Hyundai Hillstate | 21-25, 26-24, 23-25, 19-25        |
| 13 gennaio 2016 Chungmu Cheyukgwan, Daejeon | KGC Ginseng     | 3 - 1 | GS Caltex Seoul   | 25-23, 30-28, 23-25, 25-19        |

##### Quinto round
| 19 gennaio 2016 Jangchung Cheyukgwan, Seul  | GS Caltex Seoul   | 3 - 0 | Pink Spiders      | 26-24, 25-21, 30-28              |
| 24 gennaio 2016 Jangchung Cheyukgwan, Seul  | GS Caltex Seoul   | 3 - 1 | Gyeongbuk Hi-Pass | 14-25, 25-15, 25-9, 25-20        |
| 30 gennaio 2016 Jangchung Cheyukgwan, Seul  | GS Caltex Seoul   | 2 - 3 | IBK Altos         | 21-25, 25-14, 25-15, 20-25, 9-15 |
| 6 febbraio 2016 Chungmu Cheyukgwan, Daejeon | KGC Ginseng       | 0 - 3 | GS Caltex Seoul   | 13-25, 10-25, 17-25              |
| 10 febbraio 2016 Suwon Cheyukgwan, Suwon    | Hyundai Hillstate | 1 - 3 | GS Caltex Seoul   | 25-18, 10-25, 23-25, 27-29       |

##### Sesto round
| 18 febbraio 2016 Jangchung Cheyukgwan, Seul       | GS Caltex Seoul   | 3 - 0 | Hyundai Hillstate | 25-17, 25-23, 25-21               |
| 24 febbraio 2016 Gyeyang Cheyukgwan, Incheon      | Pink Spiders      | 3 - 1 | GS Caltex Seoul   | 25-20, 23-25, 25-15, 25-20        |
| 28 febbraio 2016 Jangchung Cheyukgwan, Seul       | GS Caltex Seoul   | 3 - 1 | KGC Ginseng       | 25-15, 22-25, 25-19, 25-13        |
| 3 marzo 2016 Gimcheon Silnae Cheyukgwan, Gimcheon | Gyeongbuk Hi-Pass | 2 - 3 | GS Caltex Seoul   | 25-22, 25-22, 21-25, 22-25, 11-15 |
| 6 marzo 2016 Chonghap Silnae Cheyukgwan, Hwaseong | IBK Altos         | 1 - 3 | GS Caltex Seoul   | 25-20, 16-25, 18-25, 20-25        |

### Coppa KOVO

#### Fase a gironi
| 1ª giornata - 12 luglio 2015 Cheongju Gymnasium, Cheongju | GS Caltex Seoul | 0 - 3 | Pink Spiders    | 21-25, 19-25, 24-26        |
| 3ª giornata - 16 luglio 2015 Cheongju Gymnasium, Cheongju | IBK Altos       | 3 - 1 | GS Caltex Seoul | 25-21, 25-18, 23-25, 26-24 |

## Statistiche

### Statistiche di squadra
| Competizione | Punti | In casa | In casa | In casa | In trasferta | In trasferta | In trasferta | Totale | Totale | Totale |
| Competizione | Punti | G       | V       | P       | G            | V            | P            | G      | V      | P      |
| ------------ | ----- | ------- | ------- | ------- | ------------ | ------------ | ------------ | ------ | ------ | ------ |
| V-League     | 47    | 15      | 8       | 7       | 15           | 7            | 8            | 30     | 15     | 15     |
| Coppa KOVO   | -     | -       | -       | -       | -            | -            | -            | 2      | 0      | 2      |
| Totale       | -     | 15      | 8       | 7       | 15           | 7            | 8            | 32     | 15     | 17     |

G = partite giocate; V = partite vinte; P = partite perse

### Statistiche dei giocatori
| Giocatore  | Campionato | Campionato | Campionato | Campionato | Campionato | Coppa KOVO | Coppa KOVO | Coppa KOVO | Coppa KOVO | Coppa KOVO | Totale | Totale | Totale | Totale | Totale |
| Giocatore  | P          | PT         | AV         | MV         | BV         | P          | PT         | AV         | MV         | BV         | P      | PT     | AV     | MV     | BV     |
| ---------- | ---------- | ---------- | ---------- | ---------- | ---------- | ---------- | ---------- | ---------- | ---------- | ---------- | ------ | ------ | ------ | ------ | ------ |
| An H.r.    | 15         | 1          | 0          | 0          | 1          | 1          | 2          | 0          | 0          | 2          | 16     | 3      | 0      | 0      | 3      |
| Bae Y.n.   | 25         | 282        | 220        | 48         | 14         | 2          | 21         | 18         | 2          | 1          | 27     | 303    | 238    | 50     | 15     |
| K. Bell    | 29         | 580        | 481        | 83         | 16         | -          | -          | -          | -          | -          | 29     | 580    | 481    | 83     | 16     |
| Choi S.y.  | -          | -          | -          | -          | -          | -          | -          | -          | -          | -          | -      | -      | -      | -      | -      |
| Choi Y.j.  | 2          | 0          | 0          | 0          | 0          | 1          | 2          | 1          | 1          | 0          | 3      | 2      | 1      | 1      | 0      |
| Han D.h.   | 9          | 0          | 0          | 0          | 0          | 0          | 0          | 0          | 0          | 0          | 9      | 0      | 0      | 0      | 0      |
| Han S.y.   | 29         | 247        | 186        | 49         | 12         | 1          | 7          | 7          | 0          | 0          | 30     | 254    | 193    | 49     | 12     |
| Jeong D.w. | 22         | 22         | 11         | 5          | 6          | 2          | 10         | 9          | 1          | 0          | 24     | 32     | 20     | 6      | 6      |
| Jung J.y.  | 29         | 39         | 20         | 11         | 8          | 2          | 2          | 0          | 1          | 1          | 31     | 41     | 22     | 12     | 19     |
| Kang S.h.  | 26         | 146        | 121        | 10         | 15         | -          | -          | -          | -          | -          | 26     | 146    | 121    | 10     | 15     |
| Kim C.w.   | 15         | 2          | 0          | 0          | 2          | -          | -          | -          | -          | -          | 15     | 2      | 0      | 0      | 2      |
| Kim H.j.   | 0          | 0          | 0          | 0          | 0          | -          | -          | -          | -          | -          | 0      | 0      | 0      | 0      | 0      |
| Kim J.s.   | 27         | 14         | 7          | 2          | 5          | 2          | 11         | 10         | 0          | 1          | 29     | 25     | 17     | 2      | 6      |
| Lee N.y.   | 21         | 23         | 9          | 3          | 11         | 2          | 2          | 2          | 0          | 0          | 23     | 25     | 11     | 3      | 11     |
| Lee S.y.   | 29         | 328        | 301        | 14         | 13         | 2          | 28         | 26         | 2          | 0          | 31     | 256    | 327    | 16     | 13     |
| Lee Y.     | 1          | 0          | 0          | 0          | 0          | 2          | 12         | 7          | 0          | 5          | 3      | 12     | 7      | 0      | 5      |
| Na H.j.    | 28         | 0          | 0          | 0          | 0          | 2          | 0          | 0          | 0          | 0          | 30     | 0      | 0      | 0      | 0      |
| Pyo S.j.   | 29         | 360        | 307        | 27         | 26         | 2          | 30         | 22         | 3          | 5          | 31     | 390    | 329    | 30     | 31     |
| Si E.m.    | 2          | 0          | 0          | 0          | 0          | 0          | 0          | 0          | 0          | 0          | 2      | 0      | 0      | 0      | 0      |

P = presenze; PT = punti totali; AV = attacchi vincenti; MV = muri vincenti; BV = battute vincenti